# Aeropuerto Internacional de Campinas
El Aeropuerto Internacional de Viracopos (IATA: VCP, OACI: SBKP), es un aeropuerto brasileño internacional ubicado en el municipio de Campinas, en el Estado de São Paulo. El aeropuerto es referencia del crecimiento industrial de la ciudad de Campinas, y atiende principalmente el tráfico de cargas.
Actualmente, representa el segundo mayor terminal aéreo de cargas del país, responsable por 18,1% del movimiento total de cargas en los aeropuertos. En 2007, registró un flujo de cargas embarcadas y desembarcadas en vuelos internacionales de cerca de 228.239 toneladas. De cada tres toneladas de mercaderías exportadas e importadas por el país, una pasa por el aeropuerto. El Terminal de Logística de Carga de Importación y Exportación posee un área de más de 81 mil metros cuadrados, con capacidad de procesar hasta 720 mil toneladas de carga aérea por año.
Debido su localización geográfica privilegiada - uno de los más importantes polos tecnológicos del país -, el Aeropuerto de Viracopos cuenta también con un completo Centro de Entrenamiento para los encargados de actividades aeroportuarias en las áreas de Carga y Seguridad (seguridad de la aviación civil), además del curso de Transporte de Cargas Peligrosas (DGR - Dangerous Goods), entre otros.

## Historia
Viracopos inició su construcción con el gobernador Adhemar Pereira de Barros y fue inaugurado en 1960, junto con la generación del reactor. Su larga pista de 3.240m x 45m fue construida para recibir con seguridad los cuatrimotores a reactor de primera generación: Comet, VC-10, DC-8, Convair 880, 990 y Boeing 707. Con la creciente utilización de esos tipos de aeronave, a partir de 1958, era imperativo poder contar con un aeropuerto de alternativa para el Galeão, en la época el único con pistas largas, pero ajustadas para recibir los reactores. Y la búsqueda de un lugar de condiciones climáticas idóneas apuntó a la construcción de un nuevo aeropuerto internacional en esa área, cuyo clima garantiza la presencia de buenas condiciones atmosféricas en la mayor parte del año, factor esencial para la operación con aeronaves de gran tamaño.
No es raro que gran parte de los aeropuertos del centro-sur del Brasil cierren u operen por instrumentos en los días de actuación de frentes frías. No obstante, Viracopos, puede permanecer abierto recibiendo los vuelos destinados a otros aeropuertos que estén temporalmente sin condiciones de operación.
El acierto de la localización, bajo el punto de vista operacional, no obstante, creó un obstáculo comercial: Viracopos pasó a ser el aeropuerto más distante de la ciudad que originalmente deseaba servir: São Paulo (de algunas partes de la capital paulista, la distancia sobrepasa los cien kilómetros). Este fue y continúa siendo el principal problema para la consolidación de Viracopos en la recepción de aeronaves de pasajeros. Existen proyectos de la construcción de un sistema de trenes de alta velocidad uniendo Viracopos al Aeropuerto de Cumbica para solucionar ese problema, sin embargo, el costo elevado tiene retrasado el inicio de la ejecución de las obras.
El gobierno federal irá realizar una licitación en 2010 para hacer la concesión para que alguna empresa construya y opere el TAV (tren de alta velocidad) que hará la vinculación de Campinas, São Paulo y Río de Janeiro. En Campinas habrá dos estaciones, una en el centro de la ciudad y otra en el aeropuerto de Viracopos. Habrá una estación en São Paulo, otra en el aeropuerto de Guarulhos, en São José de los Campos, en Barra Mansa o Volta Redonda y dos en Río de Janeiro inclusive siendo una de ellas en el aeropuerto del Galeão.

### Accidente de 1961
En la madrugada de 23 de noviembre de 1961, un reactor Comet 4 de prefijo LV-AHR de las Aerolíneas Argentinas cayó después de despegar de Viracopos, provocando la muerte de las 52 personas que estaban a bordo.
Los motores presentaban problemas durante el procedimiento de despegue y la aeronave permaneció descontrolada. Fue entonces perdiendo altitud hasta llegar a un bosque de eucaliptos situado a 500 metros de la cabecera de la pista en la zona rural del municipio de Campinas.
Con el impacto, el avión abrió un claro de 400 metros de extensión entre los árboles y se fue despedazando hasta impactar contra una pequeña colina donde acabó por explotar.

## Aerolíneas y destinos

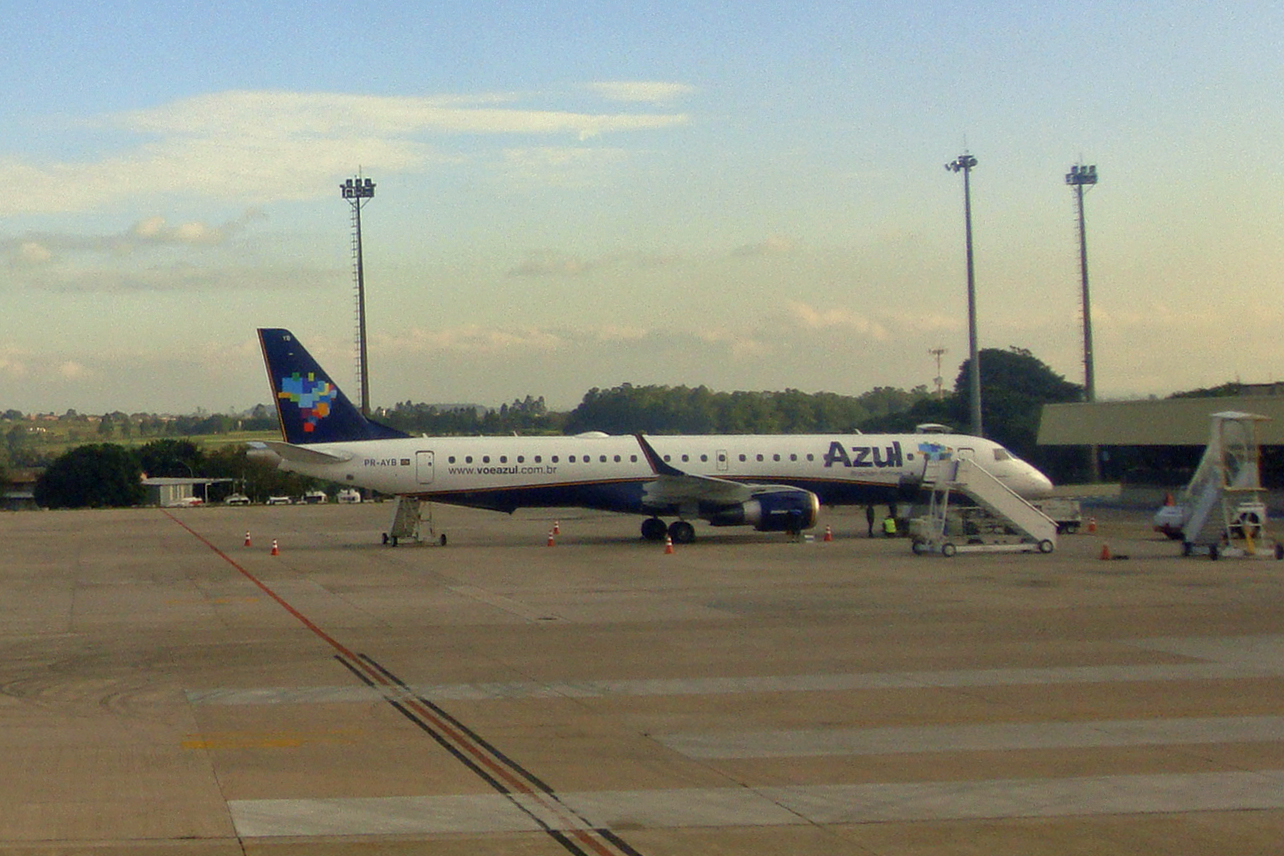
AZUL es la mayor operadora en Viracopos.

### Destinos por Aerolíneas
| Aerolíneas                        | Destinos | Alianza |
| --------------------------------- | --- | ------- |
| Azul Líneas Aéreas 64 destinos    | Nacionales: (56) Aracaju / Aracati / Araçatuba / Arealva / Belém / Belo Horizonte / Bonito / Brasilia / Caldas Novas / Campo Grande / Campos dos Goytacazes / Cascavel / Caxias do Sul / Chapecó / Correia Pinto / Corumbá / Cuiabá / Curitiba / Fernando de Noronha / Florianópolis / Fortaleza / Foz do Iguaçu / Goiânia / Guarapuava / Jaguaruna / Jericoacoara / João Pessoa / Joinville / Juazeiro do Norte / Juiz de Fora / Londrina / Macaé / Macapá / Maceió / Manaos / Marília / Maringá / Natal / Navegantes / Palmas / Passo Fundo / Parnaíba / Passo Fundo / Petrolina / Ponta Grossa / Porto Alegre / Porto Seguro / Porto Velho / Presidente Prudente / Punta Porá / Recife / Ribeirão Preto / Río de Janeiro / Río de Janeiro-GIG / Rio Verde / Rondonópolis / Salvador de Bahía / São José do Rio Preto / Sinop / Teresina / Três Lagoas / Toledo / Uberlândia / Vitória / Vitória da Conquista Internacionales: (9) Asunción / Bariloche / Fort Lauderdale / Madrid / Montevideo (Inicia 1 de julio de 2025) / Lisboa / Orlando / Oporto / París / Punta de Este | N/A     |
| China Eastern Airlines 3 destinos | Internacionales: (3) Buenos Aires-EZE / Auckland / Shanghái-Pudong (Inician en 2026) | SkyTeam |
| Gol Linhas Aéreas 5 destinos      | Nacionales: (5) Brasilia / Maceió / Natal / Río de Janeiro-GIG / Salvador de Bahía | N/A     |
| LATAM Brasil 1 destino            | Nacional: (1) Brasilia (Inicia 1 de agosto del 2025) | N/A     |

### Destinos internacionales
| Ciudades por países                       | Nombre del aeropuerto                                 | Aerolíneas                                                    | Aeronave     | Frecuencias semanales                |
| Norteamérica                              | Norteamérica                                          | Norteamérica                                                  | Norteamérica | Norteamérica                         |
| ----------------------------------------- | ----------------------------------------------------- | ------------------------------------------------------------- | ------------ | ------------------------------------ |
| Estados Unidos                            |                                                       |                                                               |              |                                      |
| Fort Lauderdale                           | Aeropuerto Internacional de Fort Lauderdale-Hollywood | Azul Líneas Aéreas                                            | A332, A339   | 7                                    |
| Orlando                                   | Aeropuerto Internacional de Orlando                   | Azul Líneas Aéreas                                            | A332, A339   | 3                                    |
| Centroamérica y el Caribe                 |                                                       |                                                               |              |                                      |
| Costa Rica                                |                                                       |                                                               |              |                                      |
| San José de Costa Rica                    | Aeropuerto Internacional Juan Santamaría              | Azul Líneas Aéreas (Planes de inicio)                         | A339         | 3                                    |
| Curazao                                   |                                                       |                                                               |              |                                      |
| Willemstad                                | Aeropuerto Internacional Hato                         | Azul Líneas Aéreas (Planes de inicio)                         | A339         | 3                                    |
| Panamá                                    |                                                       |                                                               |              |                                      |
| Ciudad de Panamá                          | Aeropuerto Internacional de Tocumen                   | Azul Líneas Aéreas (Planes de inicio)                         | A339         | 3                                    |
| Suramérica                                |                                                       |                                                               |              |                                      |
| Argentina                                 |                                                       |                                                               |              |                                      |
| Buenos Aires                              | Aeropuerto Internacional Ministro Pistarini           | China Eastern Airlines (Planes de inicio 2026)                | A359         | 3                                    |
| San Carlos de Bariloche                   | Aeropuerto Internacional Teniente Luis Candelaria     | Azul Líneas Aéreas (Inicia 23 de junio de 2025)               | A320N        | 5 (Estacional Temporada de invierno) |
| Bolivia                                   |                                                       |                                                               |              |                                      |
| Santa Cruz de la Sierra                   | Aeropuerto Internacional Viru Viru                    | Azul Líneas Aéreas (Planes de inicio)                         | E195         | 4                                    |
| Chile                                     |                                                       |                                                               |              |                                      |
| Santiago de Chile                         | Aeropuerto Internacional Arturo Merino Benítez        | Azul Líneas Aéreas (Planes de inicio)                         | E195         | 4                                    |
| Colombia                                  |                                                       |                                                               |              |                                      |
| Bogotá                                    | Aeropuerto Internacional El Dorado                    | Azul Líneas Aéreas (Planes de inicio)                         | A339         | 6                                    |
| Paraguay                                  |                                                       |                                                               |              |                                      |
| Asunción                                  | Aeropuerto Internacional Silvio Pettirossi            | Azul Líneas Aéreas                                            | E195         | 4                                    |
| Perú                                      |                                                       |                                                               |              |                                      |
| Lima                                      | Aeropuerto Internacional Jorge Chávez                 | Azul Líneas Aéreas (Planes de inicio)                         | E195         | 4                                    |
| Uruguay                                   |                                                       |                                                               |              |                                      |
| Montevideo                                | Aeropuerto Internacional Carrasco                     | Azul Líneas Aéreas                                            | E195         | 3                                    |
| Punta del Este                            | Aeropuerto Internacional de Punta del Este            | Azul Líneas Aéreas                                            | E195         | 3                                    |
| Venezuela                                 |                                                       |                                                               |              |                                      |
| Caracas                                   | Aeropuerto Internacional de Maiquetía Simón Bolívar   | Azul Líneas Aéreas (Planes de inicio)                         | A339         | 6                                    |
| Europa                                    |                                                       |                                                               |              |                                      |
| Alemania                                  |                                                       |                                                               |              |                                      |
| Fráncfort del Meno                        | Aeropuerto de Fráncfort del Meno                      | Azul Líneas Aéreas (Planes de inicio)                         | A339         | 6                                    |
| Austria                                   |                                                       |                                                               |              |                                      |
| Viena                                     | Aeropuerto de Viena-Schwechat                         | Azul Líneas Aéreas (Planes de Inicio)                         | A339         | 14                                   |
| Bélgica                                   |                                                       |                                                               |              |                                      |
| Bruselas                                  | Aeropuerto de Bruselas-Zaventem                       | Azul Líneas Aéreas (Planes de Inicio)                         | A339         | 14                                   |
| España                                    |                                                       |                                                               |              |                                      |
| Barcelona                                 | Aeropuerto Josep Tarradellas Barcelona-El Prat        | Azul Líneas Aéreas (Planes de inicio)                         | A339         | 6                                    |
| Madrid                                    | Aeropuerto Adolfo Suárez Madrid-Barajas               | Azul Líneas Aéreas                                            | A339         | 4                                    |
| Francia                                   |                                                       |                                                               |              |                                      |
| París                                     | Aeropuerto de París-Charles de Gaulle                 | Azul Líneas Aéreas (Planes de inicio)                         | A339         | 6                                    |
| París                                     | Aeropuerto de París-Orly                              | Azul Líneas Aéreas (Estacional)                               | A339         | 6                                    |
| Italia                                    |                                                       |                                                               |              |                                      |
| Milán                                     | Aeropuerto de Milán-Malpensa                          | Azul Líneas Aéreas (Planes de Inicio)                         | A339         | 14                                   |
| Roma                                      | Aeropuerto de Roma-Fiumicino                          | Azul Líneas Aéreas (Planes de Inicio)                         | A339         | 14                                   |
| Países Bajos                              |                                                       |                                                               |              |                                      |
| Ámsterdam                                 | Aeropuerto de Ámsterdam-Schiphol                      | Azul Líneas Aéreas (Planes de Inicio)                         | A339         | 14                                   |
| Portugal                                  |                                                       |                                                               |              |                                      |
| Lisboa                                    | Aeropuerto de Lisboa                                  | Azul Líneas Aéreas                                            | A339         | 14                                   |
| Oporto                                    | Aeropuerto de Oporto-Francisco Sá Carneiro            | Azul Líneas Aéreas                                            | A339         | 3                                    |
| Reino Unido                               |                                                       |                                                               |              |                                      |
| Londres                                   | Aeropuerto de Londres-Heathrow                        | Azul Líneas Aéreas                                            | A339         | 14                                   |
| Suiza                                     |                                                       |                                                               |              |                                      |
| Ginebra                                   | Aeropuerto Internacional de Ginebra                   | Azul Líneas Aéreas (Planes de inicio)                         | A339         | 14                                   |
| Zúrich                                    | Aeropuerto Internacional de Zúrich                    | Azul Líneas Aéreas (Planes de inicio)                         | A339         | 14                                   |
| Turquía                                   |                                                       |                                                               |              |                                      |
| Estambul                                  | Aeropuerto de Estambul                                | Azul Líneas Aéreas (Planes de Inicio)                         | A339         | 14                                   |
| Asia                                      |                                                       |                                                               |              |                                      |
| China                                     |                                                       |                                                               |              |                                      |
| Shanghái                                  | Aeropuerto Internacional de Shanghái-Pudong           | China Eastern Airlines (Planes de inicio 2026; vía AKL y EZE) | A359         | 3                                    |
| Oceanía                                   |                                                       |                                                               |              |                                      |
| Nueva Zelanda                             |                                                       |                                                               |              |                                      |
| Auckland                                  | Aeropuerto Internacional de Auckland                  | China Eastern Airlines (Planes de inicio 2026; vía EZE)       | A359         | 3                                    |
| Total: 10 destinos, 6 países, 1 aerolínea |                                                       |                                                               |              |                                      |

### Carga regular
| Aerolíneas          | Destinos                                                                                  |
| ------------------- | ----------------------------------------------------------------------------------------- |
| Atlas Air           | Huntsville, Lima, Miami, Quito, Santiago de Chile.                                        |
| Avianca Cargo       | Bogotá, Curitiba, Miami.                                                                  |
| Cargolux            | Luxemburgo, Manaus, Petrolina, Río de Janeiro                                             |
| Centurion Air Cargo | Miami                                                                                     |
| FedEx               | Memphis                                                                                   |
| LATAM Cargo America | Miami                                                                                     |
| LATAM Cargo Brasil  | Asunción, Bogotá, Ciudad del Este, Caracas, Lima, Medellín, Miami, Vitoria, Buenos Aires. |
| LATAM Cargo         | Asunción, Ámsterdam, Bogotá, Buenos Aires-Ezeiza, Fráncfort, Quito, Santiago de Chile     |
| LATAM Cargo México  | Ciudad de México, Mérida                                                                  |
| Korean Air Cargo    | Miami, Santiago de Chile                                                                  |
| Lufthansa Cargo     | Buenos Aires-Ezeiza, Curitiba, Dakar, Montevideo, Múnich, Río de Janeiro-Galeão           |
| Martinair           | Ámsterdam, Guayaquil, Quito, Santiago de Chile, Buenos Aires.                             |
| Qatar Cargo         | Doha, Luxemburgo.                                                                         |
| Turkish Cargo       | Dakar                                                                                     |
| UPS                 | Bogotá, Buenos Aires-Ezeiza, Miami, Santiago de Chile.                                    |

### Complejo aeroportuário
Sitio aeroportuário
- Área: 17.659.300,00 m²

Plataforma de las aeronaves
- Área: 86.978 m² (plataformas 1 y 2)

Pista Principal
- Longitud: 3.240m x 45m longitud

Terminal de pasajeros
- Terminal 1: 178.000 m²

Estacionamiento
- Capacidad: 4.000  + 3.000 plazas

Mostradores de check-in
- Número: 72

Estacionamiento de aeronaves
- Número de posiciones plataformas 1 y 2: 21
- Número de posiciones plataforma 3 (Aeronaves de gran tamaño): 11

### Servicios

#### Órgano públicos
- ANAC
- ANVISA
- Ministerio de la Agricultura
- Policía Federal
- Policía Militar
- Receta Federal
- Secretaría Estatal de la Hacienda (ICMS)
- Trade Point

## Accesos
Viracopos está localizado en la región sudoeste de la ciudad, no muy lejos del extremo sur. Posee fácil acceso por varias carreteras que cruzan la Región Metropolitana de Campinas.
- Carretera Santos Dumont (SP-075) - vinculación directa de la ciudad hasta el aeropuerto. Por unir Campinas a Sorocaba, sirve también de acceso directo de             la región sorocabana, Carretera Castillo Blanco (SP-280) y Indaiatuba al aeropuerto, sin precisar entrar en la ciudad.

- Carretera Anhangüera (SP-330) - cruza con la Carretera Santos Dumont la salida de Campinas para el acceso de vehículos procedentes de las regiones de São José do Río Preto, San Carlos y Ribeirão Preto entre otras; y se cruza con la Carretera Miguel Melhado Campos (SP-324), en Vinhedo, para el acceso de vehículos procedentes de la Región Metropolitana de São Paulo.
- Carretera Bandeirantes (SP-348) - cruza con la Rod. Santos Dumont próximo al aeropuerto, alternativa para vehículos de la Región Metropolitana de São Paulo o del interior del estado.
- Carretera Don Pedro I (SP-065)- acceso, en Jacareí, de la Carretera Presidente Dutra (BR-116), de vehículos procedentes de la región de São José dos Campos, Litoral de São Paulo y Río de Janeiro, y también acceso en Atibaia, de la Carretera Fernão Días (BR-381), yendo en dirección a Campinas. En Valinhos, utilizar el anillo viario de Campinas hasta llegar la Carretera Anhanguera. Seguir hasta el trébol con la Rod. Santos Dumont. Como alternativa para evitar la travesía por dentro de Valinhos, con semáforos y velocidad bastante reducida, los grandes camiones de carga pueden seguir siempre en la Carretera D. Pedro I hasta el final, cuando la ruta entra en la Rod. Anhangüera, en dirección a São Paulo, luego, entrar en la Rodovia dos Bandeirantes, hasta llegar en el trébol con la Rod. Santos Dumont, en dirección al aeropuerto.

## Desarrollo de 2009 a 2029
El Aeruporto Internacional de Viracopos será la alternativa del estado de São Paulo para la inversión del gobierno federal en los próximos veinte años. El aeropuerto campineiro es considerado el más adecuado para proporcionar el crecimiento del sector en el Brasil y atender de forma eficaz el aumento de la demanda de pasajeros y aeronaves a medio plazo. De acuerdo con la Infraero este período sería por el menos de dos décadas. La construcción de la segunda pista de aterrizaje y despegues, acción que simboliza de hecho la elevación de la importancia de Viracopos en el escenario nacional, está prevista, para iniciar en 2010, de acuerdo con el Ministerio de la Defensa.

### El plano de crecimiento
La Infraero preve que el aeropuerto de Viracopos reciba hasta nueve millones de pasajeros por año hasta el año 2014, año de la copa del mundo de Futbol en Brasil. El plano de crecimiento para el aeropuerto está previsto a medio y largo plazo y el proyecto está dividido en tres fases:
La primera fase
- La expropiación de las áreas en torno al aeropuerto, donde será construida la segunda pista para aterrizajes y despegues.
- Una ampliación del sistema de la terminal de pasajeros que ya se inició.

La segunda fase
- La construcción de hangares de mantenimiento de aeronaves y accesos subterráneos para las salas de embarque (implantación del sistema de concourse), para los tráficos doméstico e internacional. Se estima para esta fase un movimiento de 25 millones de pasajeros por año; 1,8 millones de toneladas de cargas en circulación y 266 mil aeronaves transitando en el mismo período, concluyendo esta etapa en 2020.

La tercera fase
- La expansión que promete hacer de Viracopos uno de los más modernos y estructurados aeropuertos de la América Latina con la implantación de la tercera pista de aterrizajes y despegues; una pista de rodaje paralela a la principal y la creación de un segundo concourse. La ampliación de las instalaciones de apoyo también están previstas.[4]

### 2025
Se proyecta un movimiento de 65 millones de pasajeros por año en el aeropuerto con 590 mil aeronaves y 3,4 millones de toneladas de cargas.
Proyecto
"Este proyecto tiene el objetivo de transformar Viracopos en el gran aeropuerto terminal de São Paulo y en el principal centro carguero de América Latina, será el mayor aeropuerto del hemisfério Sur de acuerdo con la Infraero. Toda esa infraestructura permitirá que las empresas aéreas amplien sus rutas a partir de Viracopos. Actualmente el tráfico aéreo está concentrado en los aeropuertos de Congonhas y de Guarulhos, en la Capital. La consecuencia de la valoración como opción estratégica para descentralizar la malla aeroportuaria brasileña será el desarrollo no solo de la región de Campinas, pero de todo Brasil.

## La expropiación recibe aval de la prefectura
La Prefectura de Campinas autorizó la expropiación de las últimas cuatro áreas destinadas a la ampliación del Aeropuerto Internacional de Viracopos, un área de 6,7km2, representando el 23% del área total que el aeropuerto deberá poseer después de su ampliación. Esta área total del aeropuerto deberá ser de 28,2km2. La nueva área de ampliación está al lado izquierdo de la pista actual e incluye terrenos que están en las dos márgenes de la Carretera Santos Dumont (SP-075).

## Calendario Turístico
Desde el día 15 de enero de 2009, por medio de la ley 13.400/2009 Archivado el 5 de marzo de 2016 en Wayback Machine., fue incluida en el Calendario Turístico del Estado la Fiesta de Aniversario de Fundación del Aeropuerto Internacional de Viracopos. La celebración se realiza, anualmente, el día 19 de octubre, en Campinas.